# 法蘭索瓦三世 (布列塔尼)
法蘭索瓦三世（法語：François III，1518年2月28日—1536年8月10日），又名法兰西的法蘭索瓦（法語：François de France）是一名法國王太子和布列塔尼公爵。他于1518年2月28日在图赖讷昂布瓦斯城堡出生，1536年8月10日逝世于图尔农城堡。他是法国国王弗朗索瓦一世与其王后和布列塔尼女公爵法蘭西的克洛德的第三个孩子和长子。1524年至1536年在位。
作为国王的长子他从出生开始就持法国王太子的头衔，是法国国王的继承人。1524年他的母亲去世后他继承了布列塔尼公爵的头衔，但是实际上布列塔尼被他父亲统治，所以他从来没有统治过该地。1532年法国和布列塔尼合并后他被正式加冕为布列塔尼公爵，但是1536年他早夭。他早亡的原因一直有争议；当时就有人公开猜疑法国在欧洲大陆的主要敌人神圣罗马帝国皇帝查理五世派人毒死了他，但是历史学家大多认为他死亡的原因是胸膜炎。

## 生平

### 法国王太子

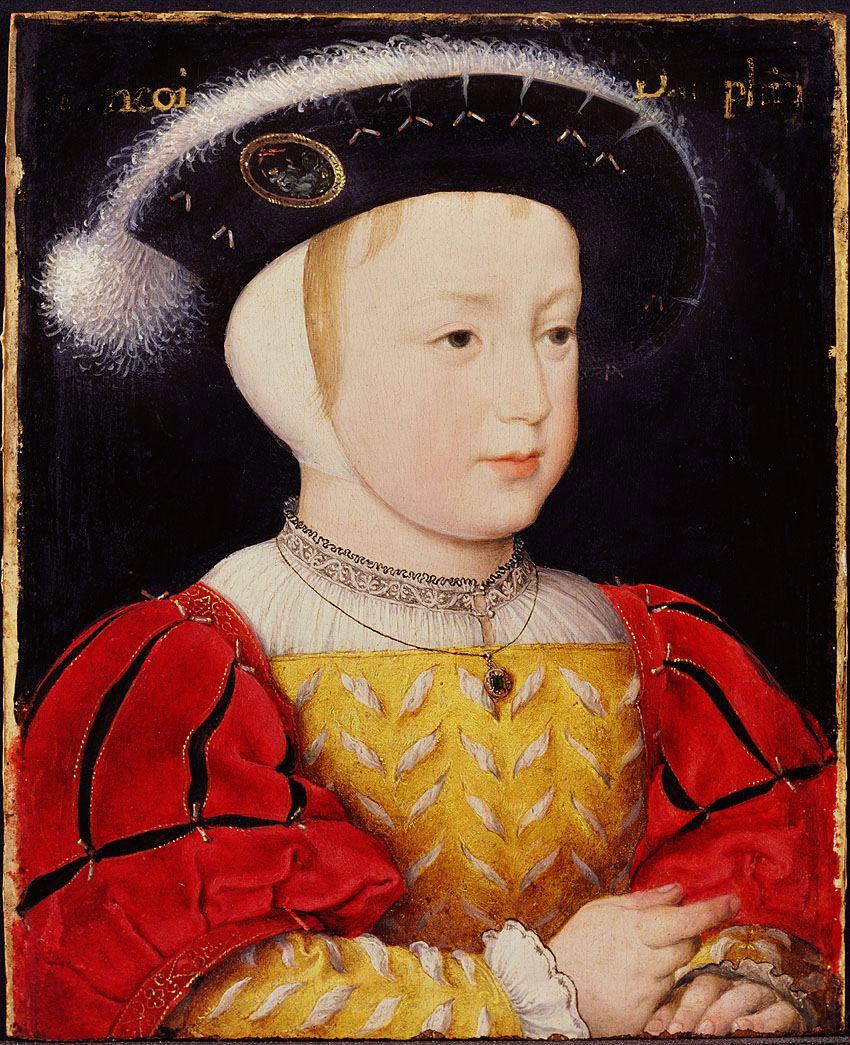
让·克卢埃画的法兰西的法蘭索瓦童年时代肖像，皇家安特衛普美術館

1518年2月28日，星期日，布列塔尼公爵和法国王后法蘭西的克洛德的长子在昂布瓦斯城堡出生。他按照他的父亲的名字被命名为法蘭索瓦，出生后立刻被授予法国王太子的头衔，被任命为法国王位继承人。
1518年伦敦条约签署同时他9岁，按照条约他将与英国国王亨利八世及其王后阿拉貢的嘉芙蓮的女儿，当时2岁的玛丽结婚。

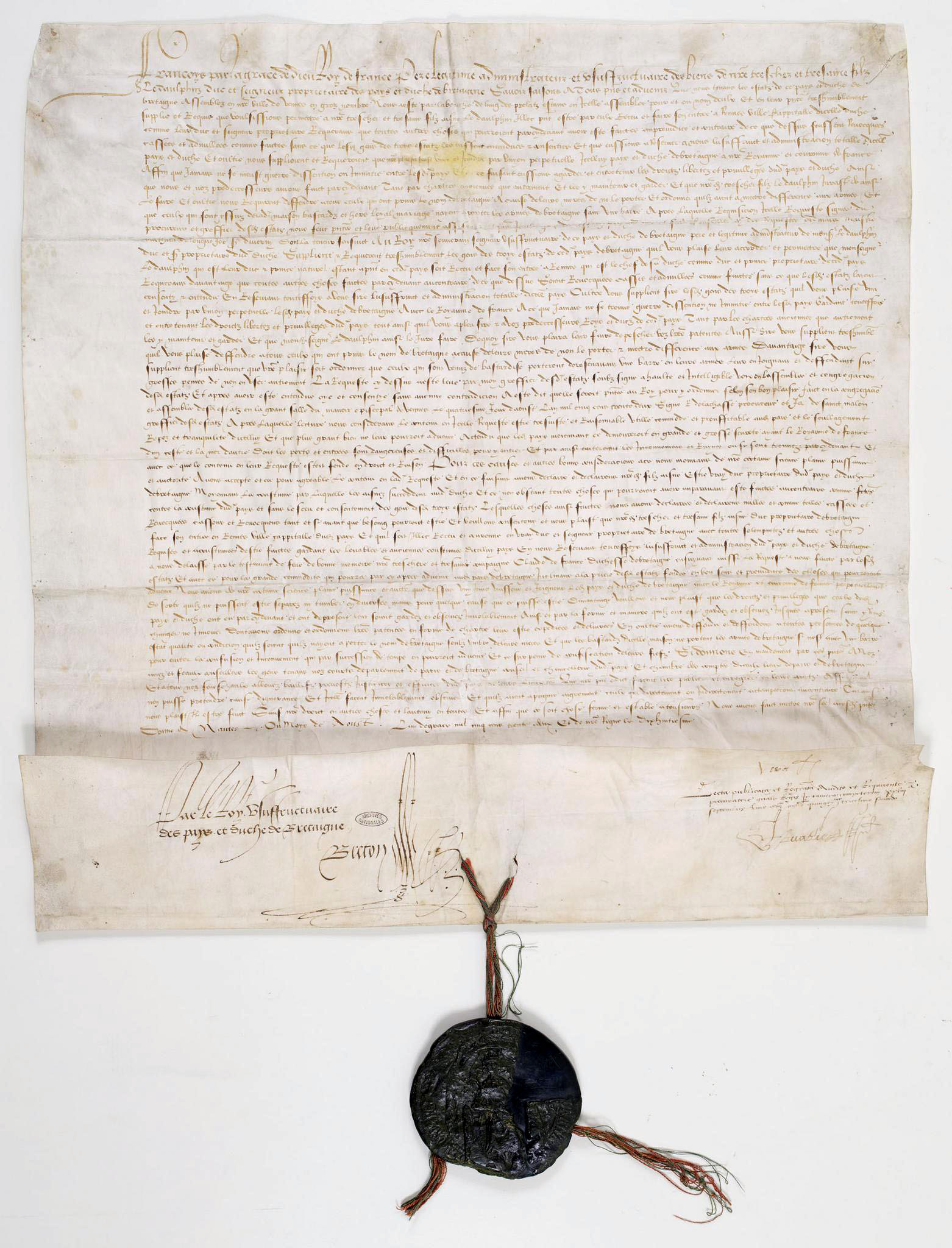
1532年8月的文献，法国国家文献馆AE-II-587.jpg

1525年在帕维亚之战中法蘭索瓦被查理五世战败俘虏，在被扣押在西班牙的人质中只有两人被放回法国：王太子法蘭索瓦和他的弟弟亨利。一年前这两位王子失去了他们的母亲，从1526年到1530年他们在西班牙被扣押四年。
1524年他的母亲去世后他成为布列塔尼公国的继承人，最初布列塔尼的贵族对此质疑，原因是按照布列塔尼的安妮与路易十二达成的订婚条约他的弟弟亨利应该继承布列塔尼。最后他的父亲把他自己的继承权授予法蘭索瓦。在法国国王弗朗索瓦一世的压力下最后布列塔尼的贵族同意与法国合并，并承认王太子的布列塔尼公爵头衔。在加冕仪式上他首先摘下圣弥额尔勋章，然后戴上白鼬騎士團勳章。

### 布列塔尼公爵

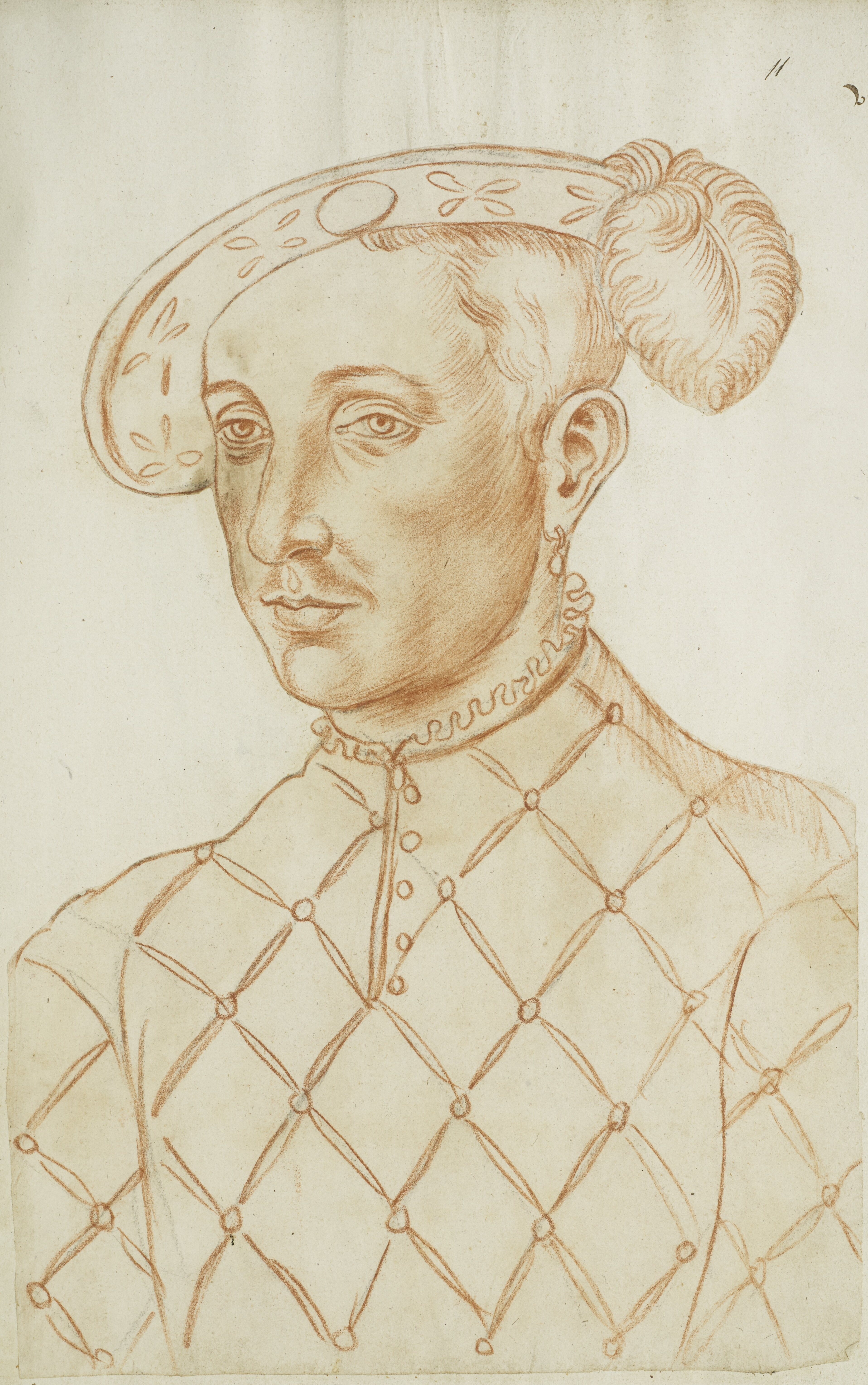
法蘭索瓦王太子，《阿拉斯手稿》，第11卷

南特合并法令发表次日，周三1532年8月14日，法蘭索瓦在雷恩被加冕为布列塔尼公爵，并举办大型庆祝。雷恩主教把布列塔尼公爵的佩剑交给他，把公爵的金冠戴到他的头上。获得了公爵的标志后法蘭索瓦三世坐上王位，对雷恩主教宣誓时每句话都以阿门结束。他的父亲对法蘭索瓦三世在布列塔尼做出的一些建议非常不满，以至于把他逐出布列塔尼。他从来没有统治他的公国，他的父亲施行统治。

### 逝世
1535年10月末米兰公爵法蘭西斯科二世·斯福爾扎无嗣尔亡。法王弗朗索瓦一世认为他获得这个空缺的公国的最好机会是通过谈判和交换地盘。因此他决定进攻萨伏依公国。萨伏依公爵卡洛三世是弗朗索瓦在米兰最强劲的对手查理五世的妹夫和盟友，查理五世不会在卡洛三世有难的时候持观望的态度。他听从自己的母亲萨伏依的路易丝的计策入侵皮埃蒙特，但是由于他与伯尔尼和日内瓦发生严重冲突，因此这个举动没有获得成效。他任命太子法蘭索瓦和次子奥尔良公爵亨利为军队统帅，但是下令他们不要直接攻击米兰。
1536年8月法蘭索瓦在里昂打了一场网球后和了一杯冰水后病倒。他在圣瓦利耶的驿站暂停后数日后于1536年8月10日在图尔农城堡逝世。他当时18岁，没有结婚，没有合法和非合法后嗣。其弟亨利繼承王太子和布列塔尼公爵之位，後於1547年成為法國國王亨利二世。

### 流言
由于法蘭索瓦三世死得突然，因此当时关于他的死因有许多流言，其中包括被毒死。今天历史学家认为这些流言的可能性不大。第一个受嫌疑的是查理五世的特使，在里昂的网球赛上他应法蘭索瓦三世的要求递给他一杯冰水。弗朗索瓦一世被说服他的后嗣是被毒死的，而幕后的主使是查理五世，因此他下令逮捕把水杯递给法蘭索瓦三世的特使。他被关押在里昂，在弗朗索瓦一世的法庭上被判有罪和死刑。他的尸体被车裂挂在里昂的四座城门上。
另一个流言把法蘭索瓦三世之死归罪于美第奇家族。法蘭索瓦三世没有妻子也没有未婚妻，他的弟弟亨利则与凯瑟琳·德·美第奇结婚，美第奇只要去掉法蘭索瓦就可以让凯瑟琳·德·美第奇登上法国王后的位置。还有人说法蘭索瓦三世是与他的情人过夜操劳而死。
这个事件是弗朗索瓦一世统治时期最悲伤的事情。他被查理五世俘虏被扣为人质时因为城堡里卫生条件不好因此得胸膜炎而死的理论被大多数历史学家接受。弗朗索瓦·德·马莱伯为这件事写过一首诗。

## 书籍
- Germaine Peyron-Montagnon，《François Ier et sa famille. Le dauphin François mort à Tournon (1518-1536)》，Valence，1975年
- 《Revue de Bretagne et de Vendée》，第10卷，1861年
- Augustin Cabanès，《Les Morts mystérieuses de l'histoire : François Ier et Henri II》，第2卷，Éditions de l'Opportun，2012，15页，网上版
- Alfred Lescadieu和Auguste Laurant，《Histoire de la ville de Nantes》，编辑：Les Éd. de la Tour Gile，1996年 isbn=978-2-87802-251-3
- Louis Mélennec, Le rattachement de la Bretagne à la France. Mémoire de DEA, publié par ABP （页面存档备份，存于）